# Ронкі-дей-Леджонарі
Ронкі-дей-Леджонарі (італ. Ronchi dei Legionari) — муніципалітет в Італії, у регіоні Фріулі-Венеція-Джулія,  провінція Гориція.
Ронкі-дей-Леджонарі розташований на відстані близько 450 км на північ від Рима, 33 км на північний захід від Трієста, 15 км на південний захід від Гориції.
Населення — 11 986 осіб (2014).
Щорічний фестиваль відбувається 10 серпня. Покровитель — святий мученик Лаврентій.

## Демографія
Населення за роками:

Станом на 1 січня 2023 року в муніципалітеті офіційно проживало 912 іноземців з 56 країн, серед них 378 громадян країн Євросоюзу та 35 громадян України.

## Сусідні муніципалітети
- Добердо-дель-Лаго
- Фольяно-Редіпулья
- Монфальконе
- Сан-Канціан-д'Ізонцо
- Сан-П'єр-д'Ізонцо
- Старанцано